# 後見登記等に関する法律
後見登記等に関する法律（こうけんとうきとうにかんするほうりつ、平成11年12月8日法律第152号）は、民法に規定される後見開始の審判により開始する後見および任意後見契約に関する法律に規定される任意後見契約に関する登記（後見登記等と称される）の手続に関する法律である。
また、家事事件手続法の規定に基づいて登記されるものもある。
本法の下位には政令として後見登記等に関する政令（平成12年1月28日政令第24号）が存在し、さらに下位に省令として後見登記等に関する省令（平成12年1月28日法務省令第2号）が存在する。
本法では、管轄、登記すべき事項、後見登記等ファイルの編成および閉鎖、登記事項証明書の交付および手数料の納付、他の法律の適用除外、審査請求について定められている。